# Pierre de Salins
Pierre Albert Anne Marie François Guyot d'Asnières de Salins, né le 8 octobre 1889 au château de Beauregard, à Saint-Avé (Morbihan)  et mort le 8 juillet 1979 à Trébédan, est un cavalier et militaire français.

## Biographie

### Vie familiale
Il est le fils de Louis Guyot d'Asnières de Salins (1849-1943), conseiller d'arrondissement du canton de Vannes-Est, dernier survivant des zouaves pontificaux français, et de Marie Françoise Douillard (1862-1951), fille de Lucien Douillard.
Il épouse Marthe de Lorgeril.

### Carrière
Il s'engage dans l'armée à 22 ans puis est nommé brigadier (1911), maréchal des logis (1913), lieutenant (1916), capitaine (1928).
En 1914, il est directeur de l'école de dressage de la Saulzinière à Nantes mais la guerre le conduit au front.
Au printemps 1920, il est nommé à l'école de cavalerie de Saumur.
Il dispute les Jeux olympiques de 1920 à Anvers, remportant la médaille d'argent en voltige par équipes (avec Georges du Hamel de Canchy et Fiel) et terminant 7e de l'épreuve individuelle de voltige.
Il est décoré du grade de chevalier de la Légion d'honneur en 1931.
Il est décoré de la croix de guerre.